# Zomkalga-Mossi
Pour les articles homonymes, voir Zomkalga (homonymie).
Ne doit pas être confondu avec Zomkalga-Marancé.
Zomkalga-Mossi est une commune rurale située dans le département de Séguénéga de la province du Yatenga dans la région Nord au Burkina Faso.

## Géographie
Zomkalga-Mossi se trouve à 7 km à l'est du centre de Séguénéga, le chef-lieu du département, et de la route nationale 15 et à 2 km au sud-ouest de Zomkalga-Marancé.

## Économie
L'économie des villages de Zomkalga-Marancé et Zomkalga-Mossi, traditionnellement agro-pastorale, a été bouleversée par la découverte de filons aurifères au nord du territoire. Leur exploitation artisanale par des orpailleurs ne respectant pas les règles de sécurité a provoqué de graves accidents mortels pendant la saison des pluies, notamment en 2016.

## Santé et éducation
Le centre de soins le plus proche de Zomkalga-Mossi est le centre de santé et de promotion sociale (CSPS) de Zomkalga-Marancé tandis que le centre médical avec antenne chirurgicale (CMA) se trouve à Séguénéga.
Le village possède une école primaire publique (école B, l'école A étant à Zomkalga-Marancé).